# Wielka Zapora Sieciowa
Wielka Zapora Sieciowa (chiń. upr. 防火长城; chiń. trad. 防火長城; pinyin Fánghuǒ Chángchéng, ang. The Great Firewall) – połączenie działań legislacyjnych i technologii wdrażanych przez Chińską Republikę Ludową w celu regulacji Internetu na szczeblu krajowym. Jej rola w cenzurze Internetu w Chinach polega na blokowaniu dostępu do wybranych zagranicznych witryn internetowych i spowalnianiu transgranicznego ruchu internetowego. Działanie Wielkiej Zapory Sieciowej polega na sprawdzaniu pakietów protokołu sterowania transmisją (TCP) w celu wykrycia słów kluczowych i poufnych słów. Jeżeli w pakietach TCP znajdą się słowa kluczowe lub poufne słowa, dostęp zostanie zamknięty. Jeśli jedno łącze zostanie zamknięte, kolejna liczba połączeń z tej samej maszyny zostanie zablokowana. Efektem tego są: ograniczenie dostępu do zagranicznych źródeł informacji, blokowanie popularnych zagranicznych witryn internetowych (np. Wyszukiwarka Google, Facebook, X Wikipedia i inne) oraz aplikacji mobilnych, a także wymóg dostosowania się zagranicznych firm do krajowych przepisów.
Oprócz cenzury, Wielka Zapora Sieciowa wpłynęła również na rozwój wewnętrznej gospodarki internetowej Chin, dając pierwszeństwo krajowym firmom i zmniejszając skuteczność produktów zagranicznych firm internetowych. Techniki wdrażane przez chiński rząd w celu utrzymania kontroli nad Wielkiej Zaporze Sieciowej mogą obejmować modyfikowanie wyników wyszukiwania dla terminów, jak miało to miejsce po aresztowaniu Ai Weiweia, oraz składanie petycji do globalnych konglomeratów o usuwanie treści, jak miało to miejsce, gdy złożyli petycję do Apple o usunięcie aplikacji Quartz z chińskiego App Store po opublikowaniu informacji o protestach w Hongkongu w latach 2019–2020.
Władze prowincji w niektórych częściach Chin, na przykład w Henan, korzystają z własnych wersji zapory sieciowej.

## Początki chińskiego prawa internetowego
W Chinach Internet postrzegany przez aspekt cyfrowej suwerenności: pojęcie to zakłada, że Internet wewnątrz kraju jest częścią suwerenności kraju i powinien być zarządzany przez kraj.
Podczas gdy Stany Zjednoczone i kilka innych państw zachodnich uchwaliło prawa wprowadzające przestępstwa komputerowe już w latach 70., w Chinach takie prawo nie obowiązywało aż do 1997. W 1997 jedyny organ ustawodawczy Chin – Ogólnochińskie Zgromadzenie Przedstawicieli Ludowych – uchwaliło ustawę CL97 dotyczącą cyberprzestępczości. Podzieliła ją na dwie szerokie kategorie: przestępstwa wymierzone w sieci komputerowe i przestępstwa dokonywane za pośrednictwem sieci komputerowych. Do zachowań niezgodnych z prawem w ramach tej drugiej kategorii zalicza się między innymi rozpowszechnianie materiałów pornograficznych i naruszanie tajemnic państwowych.
W ramach Wielkiej Zapory Sieciowej Chiny rozpoczęły projekt Złotej Tarczy, system nadzoru i cenzury, którego sprzęt dostarczyły głównie firmy amerykańskie, w tym Cisco Systems. Projekt rozpoczęto w 2003, a ukończono w 2006. Główne procedury operacyjne Projektu Golden Shield obejmują monitorowanie krajowych stron internetowych, poczty elektronicznej oraz sprawdzanie treści o charakterze politycznie drażliwym i wezwań do protestów. W przypadku znalezienia szkodliwych treści lokalni funkcjonariusze służby bezpieczeństwa mogą zostać wysłani w celu zbadania sprawy lub dokonania aresztowań. Jednak pod koniec 2007 efektywność Złotej Tarczy była niska, ponieważ użytkownicy przyzwyczaili się do blokowania Internetu i korzystali między innymi z serwerów proxy do komunikacji i omijania zablokowanych treści.
W maju 2015 Chiny na czas nieokreślony zablokowały dostęp do chińskojęzycznej Wikipedii. W 2017 rząd Chin rozważał plan utworzenia własnej wersji Wikipedii. Od maja 2019 wszystkie wersje językowe Wikipedii zostały zablokowane przez chiński rząd.

## Wdrożenie rozwiązania

Topologia Wielkiej Zapory Sieciowej

Wielka Zapora Sieciowa została wdrożona głównie w trzech dużych węzłach wymiany ruchu internetowego w Pekinie, Szanghaju i Kantonie.

## Cele i wpływ
Komunistyczna Partia Chin uważa, że celem Wielkiej Zapory Sieciowej jest ochrona ludności chińskiej poprzez uniemożliwienie użytkownikom dostępu do zagranicznych stron internetowych, które ich zdaniem zawierają treści będące „zanieczyszczeniem duchowym”. Główne limitowane zagadnienia to:
- Nazwiska najważniejszych przywódców, takich jak Xi Jinping i Deng Xiaoping
- Ruchy polityczne i protesty
- Falun Gong i inne grupy religijne
- Protesty na placu Tian’anmen
- Obozy reedukacyjne w Sinciangu
- Dyskusje o niepodległości Tybetu[23][24]

Projekt był krytykowany przez Kongres Stanów Zjednoczonych jako łamiący konstytucję Chin i prawo do wolności jak i tworzące długofalowe szkodliwe skutki dla wysiłków Stanów Zjednoczonych mających na celu zapobiegnięcie wrogim stosunkom między Stanami Zjednoczonymi a Chinami.
Badanie z 2020 wykazało, że Wielka Zapora Sieciowa blokuje około 311 000 domen.

### Skutki ekonomiczne
Dzięki Wielkiej Zaporze Sieciowej Chiny mogły rozwijać własne przedsiębiorstwa internetowe, takie jak Tencent, Alibaba, Baidu, Renren, Youku i Weibo. Chiny mają własne wersje wielu zagranicznych serwisów internetowych: Bilibili i Tencent Video (YouTube), Weibo (X), Qzone (Facebook), WeChat (WhatsApp), Rednote (Instagram).